# Mo-Bergviks församling
Mo-Bergviks församling är en församling i Hälsinglands södra kontrakt i Uppsala stift. Församlingen ingår i Söderala pastorat och ligger i Söderhamns kommun i Gävleborgs län.

## Administrativ historik
Församlingen bildades år 2006 genom sammanslagning av Mo och Bergviks församlingar.

## Kyrkor
- Mo kyrka
- Bergviks kyrka